# RK Nova Bila
Hrvatski rukometni klub Nova Bila je bosanskohercegovački rukometni klub iz Nove Bile. Sezone 2016./17. natječe se u Prvoj ligi Rukometnog saveza Herceg Bosne čiji je član. Sjedište je u Nova Bila bb, Nova Bila. Boje dresova su bijela i plava. Predsjednik je Franjo Biljaka.

## Vanjske poveznice
- RK Nova Bila
- RK Nova Bila